# Фарангис
Фарангис (авест. Vīspān-fryā; пехл. Vasfāfarīd; перс. فرنگیس‎ —  «всеми любимая»)  — женский персонаж в персидском эпосе Шахнаме. Она старшая дочь Афрасиаба, царя Туранского. Она также является второй и любимой женой иранского принца Сиявуша (первой женой Сиявуша была дочь Пирана Висеха Джурайра) и матерью легендарного героя, а затем иранского шаха Кай Хосрова. Хотя Фарангис является туранкой по происхождению, она проявляет верность королевству и династии мужа. Она сопровождает своего сына, когда он покидает Туран в надежде собрать иранскую армию, чтобы отомстить за Сияваша.
После убийства её мужа Сияваша и его сына Кай Хосрова Фарангис оплакивает его в течение года. Сановники при дворе короля Кавуса пытаются её утешить. Они обещают, что её зять Фариборз отомстит за убийство своего брата. Кроме того, они представляют Фариборза подходящим мужем для неё. С помощью Рустама Фариборз берёт Фарангис в свой сераль.